# Partecipanti alle Strade bianche 2022
Elenco dei partecipanti alla Strade Bianche 2022.
La Strade Bianche 2022 è stata la sedicesima edizione della corsa. Alla competizione presero parte ventidue squadre: diciassette con licenza UCI World Tour 2022 e cinque UCI ProTeam.
Partenza con 150 ciclisti accreditati.

## Corridori per squadra
Nota: R ritirato, NP non partito, FT fuori tempo, SQ squalificato
| Quick-Step Alpha Vinyl Team        | Quick-Step Alpha Vinyl Team        | Quick-Step Alpha Vinyl Team        | AG2R Citroën Team               | AG2R Citroën Team               | AG2R Citroën Team               | Alpecin-Fenix         | Alpecin-Fenix         | Alpecin-Fenix         |
| ---------------------------------- | ---------------------------------- | ---------------------------------- | ------------------------------- | ------------------------------- | ------------------------------- | --------------------- | --------------------- | --------------------- |
| N°                                 | Ciclista                           | Clas.                              | N°                              | Ciclista                        | Clas.                           | N°                    | Ciclista              | Clas.                 |
| 1                                  | Julian Alaphilippe                 | 58°                                | 11                              | Greg Van Avermaet               | 41°                             | 21                    | Floris De Tier        | 12°                   |
| 2                                  | Kasper Asgreen                     | 3°                                 | 12                              | Clément Berthet                 | 76°                             | 22                    | Michael Gogl          | R                     |
| 3                                  | Dries Devenyns                     | R                                  | 13                              | Lilian Calmejane                | 42°                             | 23                    | Xandro Meurisse       | 22°                   |
| 4                                  | Mikkel Honoré                      | 67°                                | 14                              | Benoît Cosnefroy                | 29°                             | 24                    | Stefano Oldani        | R                     |
| 5                                  | Mauro Schmid                       | R                                  | 15                              | Michael Schär                   | 66°                             | 25                    | Robert Stannard       | 51°                   |
| 6                                  | Pieter Serry                       | 40°                                | 16                              | Andrea Vendrame                 | 17°                             | 26                    | Scott Thwaites        | 44°                   |
| 7                                  | Louis Vervaeke                     | R                                  | 17                              | Clément Venturini               | R                               | 27                    | Gianni Vermeersch     | R                     |
| Astana Qazaqstan Team              | Astana Qazaqstan Team              | Astana Qazaqstan Team              | Bahrain Victorious              | Bahrain Victorious              | Bahrain Victorious              | Bardiani-CSF-Faizanè  | Bardiani-CSF-Faizanè  | Bardiani-CSF-Faizanè  |
| N°                                 | Ciclista                           | Clas.                              | N°                              | Ciclista                        | Clas.                           | N°                    | Ciclista              | Clas.                 |
| 31                                 | Gianni Moscon                      | R                                  | 41                              | Matej Mohorič                   | R                               | 51                    | Giovanni Visconti     | R                     |
| 32                                 | Leonardo Basso                     | R                                  | 42                              | Pello Bilbao                    | 5°                              | 52                    | Jhonatan Cañaveral    | R                     |
| 33                                 | Manuele Boaro                      | R                                  | 43                              | Heinrich Haussler               | R                               | 53                    | Filippo Fiorelli      | R                     |
| 34                                 | Michele Gazzoli                    | R                                  | 44                              | Alejandro Osorio                | NP                              | 54                    | Davide Gabburo        | 70°                   |
| 35                                 | Miguel Ángel López                 | R                                  | 45                              | Hermann Pernsteiner             | 46°                             | 55                    | Alex Tolio            | R                     |
| 36                                 | Davide Martinelli                  | R                                  | 46                              | Jan Tratnik                     | 37°                             | 56                    | Filippo Zana          | 19°                   |
| 37                                 | Simone Velasco                     | 21°                                | 47                              | Edoardo Zambanini               | 37°                             | 57                    | Samuele Zoccarato     | 52°                   |
| Bora-Hansgrohe                     | Bora-Hansgrohe                     | Bora-Hansgrohe                     | Drone Hopper-Androni Giocattoli | Drone Hopper-Androni Giocattoli | Drone Hopper-Androni Giocattoli | EF Education-EasyPost | EF Education-EasyPost | EF Education-EasyPost |
| N°                                 | Ciclista                           | Clas.                              | N°                              | Ciclista                        | Clas.                           | N°                    | Ciclista              | Clas.                 |
| 61                                 | Cesare Benedetti                   | R                                  | 71                              | Juan Diego Alba                 | R                               | 81                    | Michael Valgren       | 11°                   |
| 62                                 | Patrick Gamper                     | 69°                                | 72                              | Mattia Bais                     | 62°                             | 82                    | Jonathan Caicedo      | 55°                   |
| 63                                 | Sergio Higuita                     | 10°                                | 73                              | Umberto Marengo                 | R                               | 83                    | Ruben Guerreiro       | 15°                   |
| 64                                 | Jai Hindley                        | 18°                                | 74                              | Simone Ravanelli                | NP                              | 84                    | Ben Healy             | R                     |
| 65                                 | Patrick Konrad                     | R                                  | 75                              | Jhonatan Restrepo               | 65°                             | 86                    | Tom Scully            | 78°                   |
| 66                                 | Ide Schelling                      | 83°                                | 76                              | Gabriele Benedetti              | R                               | 87                    | Marijn van den Berg   | 87°                   |
| 67                                 | Ben Zwiehoff                       | 43°                                | 77                              | Edoardo Zardini                 | R                               |                       |                       |                       |
| Eolo-Kometa Cycling Team           | Eolo-Kometa Cycling Team           | Eolo-Kometa Cycling Team           | Groupama-FDJ                    | Groupama-FDJ                    | Groupama-FDJ                    | Ineos Grenadiers      | Ineos Grenadiers      | Ineos Grenadiers      |
| N°                                 | Ciclista                           | Clas.                              | N°                              | Ciclista                        | Clas.                           | N°                    | Ciclista              | Clas.                 |
| 91                                 | Vincenzo Albanese                  | 25°                                | 101                             | Thibaut Pinot                   | 49°                             | 111                   | Salvatore Puccio      | R                     |
| 92                                 | Simone Bevilacqua                  | R                                  | 102                             | Lewis Askey                     | 35°                             | 112                   | Richard Carapaz       | 30°                   |
| 93                                 | Márton Dina                        | R                                  | 103                             | Antoine Duchesne                | R                               | 113                   | Jhonatan Narváez      | 6°                    |
| 94                                 | Erik Fetter                        | 47°                                | 104                             | Fabian Lienhard                 | 63°                             | 114                   | Carlos Rodríguez      | 20°                   |
| 95                                 | Sergio García González             | FT                                 | 105                             | Tobias Ludvigsson               | 60°                             | 115                   | Ben Swift             | R                     |
| 96                                 | Samuele Rivi                       | 86°                                | 106                             | Sébastien Reichenbach           | 14°                             | 117                   | Ben Turner            | 81°                   |
| 97                                 | Diego Sevilla                      | 64°                                | 107                             | Attila Valter                   | 4°                              |                       |                       |                       |
| Intermarché-Wanty-Gobert Matériaux | Intermarché-Wanty-Gobert Matériaux | Intermarché-Wanty-Gobert Matériaux | Israel-Premier Tech             | Israel-Premier Tech             | Israel-Premier Tech             | Jumbo-Visma           | Jumbo-Visma           | Jumbo-Visma           |
| N°                                 | Ciclista                           | Clas.                              | N°                              | Ciclista                        | Clas.                           | N°                    | Ciclista              | Clas.                 |
| 121                                | Quinten Hermans                    | 54°                                | 131                             | Jakob Fuglsang                  | 36°                             | 141                   | Tiesj Benoot          | R                     |
| 122                                | Jan Bakelants                      | R                                  | 132                             | Matthias Brändle                | R                               | 142                   | Koen Bouwman          | 45°                   |
| 123                                | Théo Delacroix                     | R                                  | 133                             | Alexander Cataford              | 77°                             | 144                   | Robert Gesink         | 68°                   |
| 124                                | Simone Petilli                     | 9°                                 | 134                             | Simon Clarke                    | 26°                             | 145                   | Sepp Kuss             | 31°                   |
| 125                                | Domenico Pozzovivo                 | R                                  | 135                             | Taj Jones                       | R                               | 146                   | Timo Roosen           | 72°                   |
| 126                                | Lorenzo Rota                       | 13°                                | 136                             | Krists Neilands                 | 57°                             | 147                   | Milan Vader           | 50°                   |
| 127                                | Taco van der Hoorn                 | 80°                                | 137                             | Guy Sagiv                       | R                               |                       |                       |                       |
| Lotto Soudal                       | Lotto Soudal                       | Lotto Soudal                       | Movistar Team                   | Movistar Team                   | Movistar Team                   | Team Arkéa-Samsic     | Team Arkéa-Samsic     | Team Arkéa-Samsic     |
| N°                                 | Ciclista                           | Clas.                              | N°                              | Ciclista                        | Clas.                           | N°                    | Ciclista              | Clas.                 |
| 151                                | Tim Wellens                        | 8°                                 | 161                             | Alejandro Valverde              | 2°                              | 171                   | Warren Barguil        | 27°                   |
| 152                                | Victor Campenaerts                 | R                                  | 162                             | Jorge Arcas                     | R                               | 172                   | Anthony Delaplace     | 34°                   |
| 153                                | Roger Kluge                        | 59°                                | 163                             | Mathias Norsgaard               | 75°                             | 173                   | Miguel Eduardo Flórez | 85°                   |
| 154                                | Andreas Kron                       | 24°                                | 164                             | Lluís Mas                       | R                               | 174                   | Élie Gesbert          | R                     |
| 155                                | Harry Sweeny                       | FT                                 | 165                             | Nelson Oliveira                 | 33°                             | 175                   | Romain Hardy          | FT                    |
| 156                                | Maxim Van Gils                     | 53°                                | 166                             | Einer Rubio                     | R                               | 176                   | Alan Riou             | 82°                   |
| 157                                | Brent Van Moer                     | R                                  | 167                             | Gonzalo Serrano                 | 48°                             | 177                   | Clément Russo         | 73°                   |
| Team BikeExchange-Jayco            | Team BikeExchange-Jayco            | Team BikeExchange-Jayco            | Team DSM                        | Team DSM                        | Team DSM                        | Trek-Segafredo        | Trek-Segafredo        | Trek-Segafredo        |
| N°                                 | Ciclista                           | Clas.                              | N°                              | Ciclista                        | Clas.                           | N°                    | Ciclista              | Clas.                 |
| 181                                | Michael Matthews                   | R                                  | 191                             | Nikias Arndt                    | R                               | 201                   | Gianluca Brambilla    | R                     |
| 182                                | Sam Bewley                         | R                                  | 192                             | Marco Brenner                   | R                               | 202                   | Dario Cataldo         | 56°                   |
| 183                                | Kevin Colleoni                     | 74°                                | 193                             | Romain Combaud                  | 61°                             | 203                   | Alexander Kamp        | 38°                   |
| 184                                | Tsgabu Grmay                       | R                                  | 194                             | Chris Hamilton                  | R                               | 204                   | Antonio Tiberi        | 71°                   |
| 185                                | Alexander Konychev                 | R                                  | 195                             | Leon Heinschke                  | R                               | 205                   | Quinn Simmons         | 7°                    |
| 187                                | Matteo Sobrero                     | R                                  | 196                             | Joris Nieuwenhuis               | 39°                             | 206                   | Toms Skujiņš          | 16°                   |
|                                    |                                    |                                    |                                 |                                 |                                 | 207                   | Edward Theuns         | 84°                   |
| UAE Team Emirates                  |                                    |                                    |                                 |                                 |                                 |                       |                       |                       |
| N°                                 | Ciclista                           | Clas.                              |                                 |                                 |                                 |                       |                       |                       |
| 211                                | Tadej Pogačar                      | 1°                                 |                                 |                                 |                                 |                       |                       |                       |
| 212                                | Mikkel Bjerg                       | R                                  |                                 |                                 |                                 |                       |                       |                       |
| 213                                | Alessandro Covi                    | 26°                                |                                 |                                 |                                 |                       |                       |                       |
| 214                                | Maximiliano Richeze                | R                                  |                                 |                                 |                                 |                       |                       |                       |
| 215                                | Vegard Stake Laengen               | R                                  |                                 |                                 |                                 |                       |                       |                       |
| 216                                | Marc Soler                         | 79°                                |                                 |                                 |                                 |                       |                       |                       |
| 217                                | Diego Ulissi                       | 23°                                |                                 |                                 |                                 |                       |                       |                       |